# 中华人民共和国第二十三届图书交易博览会
中华人民共和国第二十三届图书交易博览会，简称第二十三届书博会，于2013年4月19日在海南海口市举办，分会场设立在三亚、儋州、万宁。